# ケダ
ケダ（グルジア語: ქედა、グルジア語ラテン翻字: Keda、発音: [kʰɛda]）は、ジョージアのアジャリア自治共和国にある町（ダバ）。ケダ地区の行政中心地である。アチャリスツカリ川沿い、海抜256メートルに位置する。アジャリア自治共和国の首都バトゥミからは直線距離でおよそ東に26キロメートル、国道1号線を使って42キロメートルの距離に位置にあり、バトゥミ市内からはマイクロバスが運行している。村内には行政施設、教育施設、医療施設、中小企業、そして地域博物館がある。村ではミネラルウォーターの採水も行われている。2014年の国勢調査によると、ケダには1,510人が居住している。ソビエト連邦時代には茶工場、酪農場、製材所、農学校も存在した。

## 歴史
18世紀の歴史家ヴァフシティ・バトニシヴィリによると、ケダは商人が住む小規模な町であった。19世紀の歴史学者ディミトリ・バクラゼは1874年にケダを訪れ、当時の様子を記録している。ケダは当時の交易拠点の一つであり、4つの地区で構成されていた（ケダ地区、アサヌリ地区、オルツヴァ地区、グレビ地区）。オルツヴァ地区はアチャリスツカリ川の左岸にあり、町の中心は右岸にあった。1966年にダバとしての指定を受けた。

## 人口
国勢調査による人口は、次の通り。
| 年   | 人口  | 男性 | 女性 | 出典        |
| ---- | ----- | ---- | ---- | ----------- |
| 2002 | 1,244 |      |      | [ 3 ] [ 4 ] |
| 2014 | 1,510 | 730  | 780  | [ 1 ]       |